# Тренко Рујановић
Тренко (Трене) Јованов Рујановић, познат као Крапљанин, је српски четнички војвода из времена Борби за Македонију.

## Биографија
Рођен је око 1870. у селу Крапи, у Поречу. Године 1895. улази у организацију ВМРО-а и четује у кичевском рејону. Настоји 1899/1900. код српских конзула на оснивању српске организације и српских чета. Године 1904. напушта ВМРО и прилази српској четничкој организацији оснивајући једну од првих српских чета. Учествовао је у борби са Стеваном Димитровим код села Орешја априла 1905. када су српске чете победиле чету ВМРО-а. Учествовао је и у борби код Куртовог Камена 1907. Након Хуријета 1908. напушта четовање да би након притиска Младотурака поново повео чету 1910. године.